# دانشگاه می‌سی‌سی‌پی
دانشگاه می‌سی‌سی‌پی (به انگلیسی: University of Mississippi) یک دانشگاه تحقیقاتی دولتی در آکسفورد واقع در ایالت می‌سی‌سی‌پی آمریکا است که در سال ۱۸۴۸ میلادی بنا نهاده شده‌ است.

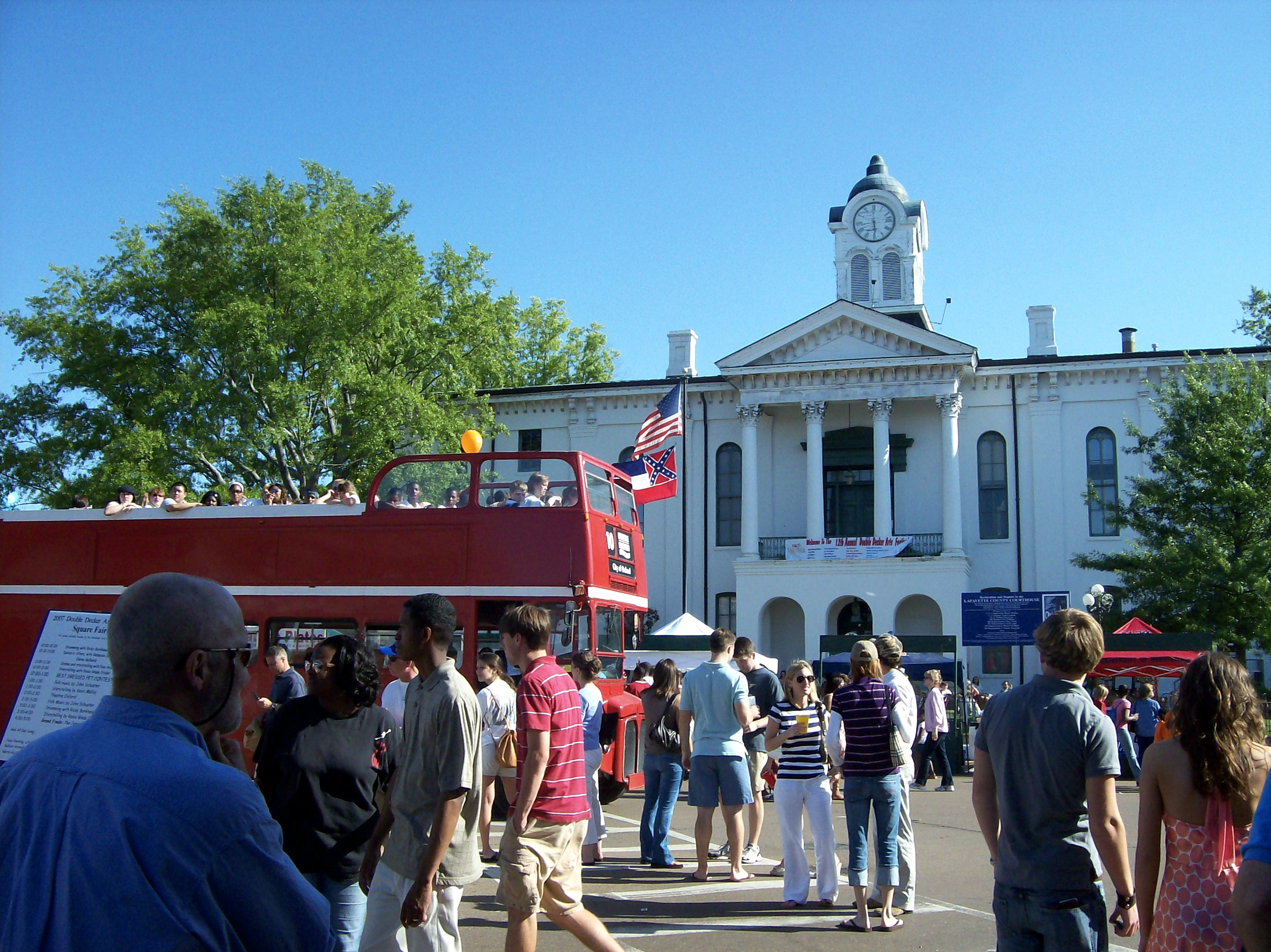
نمایی از دانشگاه

این دانشگاه در فهرست مؤسسات برتر پژوهشی در مقطع دکتری در آمریکا (فهرست R1) قرار دارد. همچنین این دانشگاه طی سالیان متمادی به عنوان دانشگاه با زیباترین پردیس انتخاب شده است. این دانشگاه در آمریکا به‌عنوان Olemiss هم شناخته می‌شود. 